# Coisy
 Coisy  es una población y comuna francesa, en la región de Picardía, departamento de Somme, en el distrito de Amiens y cantón de Villers-Bocage (Somme).

## Demografía
| 183 | 196 | 175 | 184 | 226 | 246 |
| Para los censos de 1962 a 1999 la población legal corresponde a la población sin duplicidades (Fuente: INSEE [Consultar]) |     |     |     |     |     |